# Carlien Dirkse van den Heuvel
Carlien Clemens Dirkse van den Heuvel (née le 16 avril 1987 à Bois-le-Duc) est une joueuse de hockey sur gazon néerlandaise, sélectionnée en équipe des Pays-Bas de hockey sur gazon féminin à 154 reprises au 29 octobre 2016. 

## Biographie
Elle est sacrée championne olympique en 2012 et vice-championne olympique en 2016. Elle est aussi championne du monde en 2014, vice-championne du monde en 2010, championne d'Europe en 2010 et 2011 et vice-championne d'Europe en 2015.

## Vie privée
Carlien Dirkse van den Heuvel est en couple avec Maartje Paumen, une joueuse de l'équipe nationale.